# TFF 1. Lig
Die TFF 1. Lig (lies: TFF Birinci Lig auch Trendyol 1. Lig genannt) ist seit dem Sommer 2008 die zweithöchste professionelle Spielklasse im türkischen Fußball. Die Liga wurde 1963 unter dem Namen Türkiye 2. Futbol Ligi, kurz 2. Lig, eingeführt und behielt diesen Namen bis zum Sommer 2001. Zwischen 2001 und 2008 hieß die Liga Türkiye 2. Futbol Ligi A Kategorisi, kurz 2. Lig A Kategorisi. 2008 wurde sie in TFF 1. Lig umbenannt, nachdem der Name der höchsten türkischen Spielklasse von Türkiye 1. Futbol Ligi, kurz 1. Lig, in die heutige Form, in Süper Lig, geändert worden war.

## Spielmodus
| Saison    | Zweitliga-Meister                                                                                          |
| --------- | --- |
| 1963/64   | Ankara Şekerspor                                                                                           |
| 1964/65   | Vefa Istanbul                                                                                              |
| 1965/66   | Eskişehirspor (Rote Gruppe) Altınordu Izmir (Weiße Gruppe)                                                 |
| 1966/67   | Mersin İdman Yurdu (Rote Gruppe) Bursaspor (Weiße Gruppe)                                                  |
| 1967/68   | İstanbulspor (Rote Gruppe) Izmirspor (Weiße Gruppe)                                                        |
| 1968/69   | MKE Ankaragücü (Rote Gruppe) Samsunspor (Weiße Gruppe)                                                     |
| 1969/70   | Karşıyaka SK (Rote Gruppe) Boluspor (Weiße Gruppe)                                                         |
| 1970/71   | Adanaspor (Rote Gruppe) Giresunspor (Weiße Gruppe)                                                         |
| 1971/72   | PTT SK (Rote Gruppe) Ankara Şekerspor (Weiße Gruppe)                                                       |
| 1972/73   | Kayserispor (Rote Gruppe) Adana Demirspor (Weiße Gruppe)                                                   |
| 1973/74   | Trabzonspor (Rote Gruppe) Zonguldakspor (Weiße Gruppe)                                                     |
| 1974/75   | Orduspor (Rote Gruppe) Balıkesirspor (Weiße Gruppe)                                                        |
| 1975/76   | Mersin İdman Yurdu (Rote Gruppe) Samsunspor (Weiße Gruppe)                                                 |
| 1976/77   | Diyarbakırspor (Rote Gruppe) MKE Ankaragücü (Weiße Gruppe)                                                 |
| 1977/78   | MKE Kırıkkalespor (Rote Gruppe) Göztepe Izmir (Weiße Gruppe)                                               |
| 1978/79   | Gaziantepspor (Rote Gruppe) Rizespor (Weiße Gruppe)                                                        |
| 1979/80   | Mersin İdman Yurdu (A Gruppe) Kocaelispor (B Gruppe)                                                       |
| 1980/81   | Göztepe Izmir (A Gruppe) Sakaryaspor (B Gruppe) Diyarbakırspor (C Gruppe)                                  |
| 1981/82   | Sarıyer SK (A Gruppe) Antalyaspor (B Gruppe) Mersin İdman Yurdu (C Gruppe) Samsunspor (D Gruppe)           |
| 1982/83   | Fatih Karagümrük SK (A Gruppe) Denizlispor (B Gruppe) Gençlerbirliği Ankara (C Gruppe) Orduspor (D Gruppe) |
| 1983/84   | Eskişehirspor (A Gruppe) Altay Izmir (B Gruppe) Malatyaspor (C Gruppe)                                     |
| 1984/85   | Rizespor (A Gruppe) Kayserispor (B Gruppe) Samsunspor (C Gruppe)                                           |
| 1985/86   | Diyarbakırspor (A Gruppe) Boluspor (B Gruppe) Antalyaspor (C Gruppe)                                       |
| 1986/87   | Adana Demirspor (A Gruppe) Karşıyaka SK (B Gruppe) Sakaryaspor (C Gruppe)                                  |
| 1987/88   | Adanaspor (A Gruppe) Kahramanmaraşspor (B Gruppe) Konyaspor (C Gruppe)                                     |
| 1988/89   | Gençlerbirliği Ankara (A Gruppe) Bursaspor II (B Gruppe) Zeytinburnuspor (C Gruppe)                        |
| 1989/90   | Bakırköyspor (A Gruppe) Aydınspor (B Gruppe) Gaziantepspor (C Gruppe)                                      |
| 1990/91   | Samsunspor (A Gruppe) Altay Izmir (B Gruppe) Adana Demirspor (C Gruppe)                                    |
| 1991/92   | Kocaelispor (A Gruppe) Karşıyaka SK (B Gruppe) Kayserispor (C Gruppe)                                      |
| 1992/93   | Samsunspor                                                                                                 |
| 1993/94   | Petrol Ofisi SK                                                                                            |
| 1994/95   | Karşıyaka SK                                                                                               |
| 1995/96   | Çanakkale Dardanelspor                                                                                     |
| 1996/97   | KDÇ Karabükspor                                                                                            |
| 1997/98   | Erzurumspor                                                                                                |
| 1998/99   | Vanspor |
| 1999/2000 | Yimpaş Yozgatspor                                                                                          |
| 2000/01   | Göztepe Izmir                                                                                              |
| 2001/02   | Altay Izmir                                                                                                |
| 2002/03   | Konyaspor                                                                                                  |
| 2003/04   | Sakaryaspor                                                                                                |
| 2004/05   | Sivasspor                                                                                                  |
| 2005/06   | Bursaspor                                                                                                  |
| 2006/07   | Gençlerbirliği OFTAŞ                                                                                       |
| 2007/08   | Kocaelispor                                                                                                |
| 2008/09   | Manisaspor                                                                                                 |
| 2009/10   | Kardemir Karabükspor                                                                                       |
| 2010/11   | Mersin İdman Yurdu                                                                                         |
| 2011/12   | Akhisar Belediyespor                                                                                       |
| 2012/13   | Kayseri Erciyesspor                                                                                        |
| 2013/14   | Istanbul BB                                                                                                |
| 2014/15   | Kayserispor                                                                                                |
| 2015/16   | Adanaspor                                                                                                  |
| 2016/17   | Sivasspor                                                                                                  |
| 2017/18   | Çaykur Rizespor                                                                                            |
| 2018/19   | Denizlispor                                                                                                |
| 2019/20   | Hatayspor                                                                                                  |
| 2020/21   | Adana Demirspor                                                                                            |
| 2021/22   | MKE Ankaragücü                                                                                             |
| 2022/23   | Samsunspor                                                                                                 |
| 2023/24   | Eyüpspor                                                                                                   |
| 2024/25   | Kocaelispor                                                                                                |

### Modus zur Ligagründung und die 2. Saison (1963–1965)
Der Spielmodus der TFF 1. Lig wechselte mehrfach. Sie wurde im Sommer 1963 unter dem Namen Türkiye 2. Futbol Ligi als einspurige Liga mit 13 Mannschaften eingeführt, wobei alle Mannschaften in Heim- und Auswärtsspielen zweimal gegeneinander antreten. Der Meister der Liga stieg direkt in die höchste türkische Spielklasse, in die damals als 1. Lig bezeichnete Liga, auf, während der Tabellenletzte in die regionale Amateurliga abstieg. Bereits zur zweiten Spielzeit, zur Saison 1964/65, wurde die Gesamtmannschaftszahl auf 16 Teams erhöht und die Liga ohne Abstieg gespielt. Der Meister stieg wieder in die 1. Lig, der heutigen Süper Lig auf und Absteiger gab es nicht.

### Zweispurige Liga mit anschließender Finalrunde (1965–1966)
Bereits in der Saison 1965/66, der 3. Spielzeit der 2. Lig, wurde das Ligasystem grundlegend reformiert. Statt wie bisher in einer eingleisigen Liga, in der der Meister direkt in die 1. Lig aufstieg, wurde die Liga in zwei Etappen ausgetragen. In der 1. Etappe wurde die Liga in zwei Gruppen, der Gruppe Rot und der Gruppe Weiß, mit jeweils elf Mannschaften gespielt. Nach dem Ende der 1. Etappe wurden die ersten vier Mannschaften aus beiden Gruppen in eine gemeinsame Gruppe aufgenommen, der Finalrunde. Als ein Teil der 2. Etappe stiegen die ersten zwei Mannschaften aus der Finalrunde in die 1. Lig auf. Die beiden Tabellenletzten der Gruppe Rot und der Gruppe Weiß entschieden als der letzte Bestandteil der 2. Etappe in Hin- und Rückspiel den einzigen Absteiger der Liga in die für die kommende Saison angekündigte Türkiye 3. Futbol Ligi aus.

### Zweispurige Liga mit zwei Aufsteigern (1966–1978)
Bereits zum Sommer 1966 erfuhr der Spielmodus eine erneute Änderung. Die Liga wurde fortan zweigleisig ausgetragen, wobei beide Tabellenersten als Zweitligameister direkt in die 1. Lig aufstiegen. Die Tabellenletzten beider Gruppen in stiegen in die neugegründete dritthöchste türkische Spielklasse, in die 3. Lig ab. Die Gesamtmannschaftszahl wurde von 22 auf 33 erhöht, während die Gruppen weiterhin mit Gruppe Rot und der Gruppe Weiß bezeichnet wurden. Die zweispurige Auslegung der Liga, in der es zwei Aufsteiger gab, blieb bis zum Sommer 1978 bestehen. Lediglich die Mannschaftszahl variierte über die Spielzeiten und damit verbunden auch die Anzahl der Absteiger in die 3. Lig.

### Zweispurige Liga mit drei Aufsteigern (1978–1980)
Mit der Spielzeit 1978/79 wurde der bisherige Spielmodus geringfügig geändert. Die Liga blieb weiterhin zweispurige Liga. Nur wurde neben den beiden Gruppenersten die direkt in die 1. Lig aufstiegen ein weiterer Aufsteiger eingeführt. Diesen dritten Aufsteiger bestimmten die beiden Zweitplatzierten in einer auf neutralem Boden ausgetragenen Play-off-Begegnung. Während die Spielzeit 1978/79 noch mit Abstieg gespielt wurde, wurde in der Spielzeit 1979/80 auf Absteiger verzichtet. Grund für die Liga ohne Abstieg war, dass zum Sommer 1980 beschlossen wurde, im türkischen Profifußball die dritthöchste Spielklasse, die 3. Lig, abzuschaffen.

### Dreispurige Liga mit drei Aufsteigern (1980–1981)
Vor der Spielzeit 1980/81 wurden im türkischen Profifußball die dritthöchste Spielklasse, die 3. Lig, abgeschafft und die in der 3. Lig vorhandenen Mannschaften in die eins höhere Liga, in die 2. Lig, übernommen. Durch die angestiegene Mannschaftszahl wurde die Liga im Gegensatz zur Vorsaison nicht in zwei Gruppen ausgetragen, sondern wurde in eine dreigleisige Liga mit zweimal 18 Mannschaften (Gruppen A und B) und einmal 16 Mannschaften (Gruppe C) erweitert. Insgesamt spielten somit 52 Mannschaft in drei Gruppen um den Aufstieg in die Süper Lig. Die Tabellenersten aller drei Gruppen steigen direkt in die höhere Süper Lig auf. Die Saison wurde ohne Absteiger ausgetragen.

### Vierspurige Liga mit vier Aufsteigern (1981–1983)
In der Saison 1981/82 wurde die 2. Lig im Gegensatz zur Vorsaison nicht in drei Gruppen ausgetragen, sondern wurde in eine viergleisige Liga mit jeweils 15 Mannschaften überführt. Insgesamt spielten 60 Mannschaft in vier Gruppen um den Aufstieg in die 1. Lig beziehungsweise gegen den Abstieg in die damals untergeordneten regionalen Amateurligen. Die Tabellenersten aller vier Gruppen steigen direkt in die höhere Süper Lig auf. Die Mannschaften auf dem letzten Tabellenplatz aller Gruppen stiegen in die regionalen Amateurligen ab. Dieser Modus wurde im Wesentlichen auch in der Spielzeit 1982/83 beibehalten. Vor Saisonbeginn beschloss der türkische Fußballverband, dass die seit letzter Saison viergleisig gespielte zweithöchste Spielklasse wieder in eine dreigleisige Liga reduziert werden sollte. Um das zu erreichen, wurde bestimmt, dass die fünf letzten Tabellenplätzen aller Gruppen in die untergeordneten drittklassigen regionalen Amateurligen absteigen sollten.

### Dreispurige Liga mit drei Aufsteigern (1983–1992)
Ab dem Sommer wurde die Liga von einer viergleisigen wieder in eine dreigleisige Liga überführt. Die Tabellenersten aller drei Gruppen steigen direkt in die höhere 1. Lig auf, während die zwei Letztplatzierten aller Gruppen in die zum Sommer 1983 wieder eingeführte dritthöchste Spielklasse, in die 3. Lig, abstiegen.
Die dreispurige Auslegung der Liga, in der es drei Aufsteiger gab, blieb bis zum Sommer 1992 bestehen. Lediglich die Mannschaftszahl variierte über die Spielzeiten und damit verbunden auch die Anzahl der Absteiger in die 3. Lig.

### Fünfspurige Liga mit anschließender Auf- und Abstiegsrunde (1992–1993)
In der Saison 1992/93 wurde die zweithöchste Spielklasse grundlegend reformiert. Statt wie bisher in der in einer dreigleisigen Liga die Meister direkt in die 1. Lig aufstiegen, wurde in dieser Saison die Liga in zwei Etappen ausgetragen. In der 1. Etappe wurde die Liga in eine Qualifikationsrunde (türkisch Kademe Grupları) in fünf Gruppen mit jeweils elf bzw. zehn Mannschaften mit Hin- und Rückspielen gespielt. Nach dem Ende der 1. Etappe wurden die ersten zwei Mannschaften aus allen Gruppen in eine gemeinsame Gruppe, der Aufstiegsrunde (türkisch Yükselme Grubu), aufgenommen, und spielten hier um den Aufstieg in die 1. Lig. Die restlichen Teams in den fünf Gruppen der Qualifikationsrunde spielten in unveränderter Gruppenkonstellation nun in einer Abstiegsrunde (türkisch Düşme Grupları) um den Abstieg in die 3. Lig. Sowohl die Aufstiegsrunde als auch die Abstiegsrunde stellten dabei die 2. Etappe dar und wurden mit Hin- und Rückspiel ausgespielt. Die Mannschaften auf den ersten drei Plätzen der Aufstiegsrunde stiegen direkt in die 1. Lig auf und die letzten zwei bzw. drei Mannschaften aller Gruppen der Abstiegsrunde stiegen in die 3. Lig ab. Während die Punkte aus der Qualifikationsrunde nicht in die Aufstiegsrunde mitgenommen wurden, wurden sie in die Abstiegsrunde unverändert mitgezählt.

### Fünfspurige Liga mit anschließender Auf-, Abstiegs- und Play-off-Runde (1993–2001)
In der Saison 1993/94 wurde die zweithöchste Spielklasse wie in der Vorsaison in zwei Etappen ausgetragen. In der 1. Etappe wurde die Liga in einer Qualifikationsrunde in fünf Gruppen mit jeweils zehn Mannschaften mit Hin- und Rückspielen gespielt. Nach dem Ende der 1. Etappe wurden die ersten zwei Mannschaften aus allen Gruppen in eine gemeinsame Gruppe, die Aufstiegsrunde aufgenommen und spielten hier um den Aufstieg in die 1. Lig. Die restlichen Teams in den fünf Gruppen der Qualifikationsrunde spielten in unveränderter Gruppenkonstellation nun in einer Abstiegsrunde um den Abstieg in die 3. Lig. Sowohl die Aufstiegsrunde als auch die Abstiegsrunde stellten dabei die 2. Etappe dar und wurden mit Hin- und Rückspiel gespielt. Die Mannschaften auf den ersten drei Plätzen der Aufstiegsrunde stiegen direkt in die 1. Lig auf und die letzten zwei Mannschaften aller Gruppen der Abstiegsrunde stiegen in die 3. Lig ab. Während die Punkte aus der Qualifikationsrunde nicht in die Aufstiegsrunde mitgenommen wurden, wurden sie in der Abstiegsrunde unverändert mitgezählt. In der Vorsaison zeichnete sich der Trend ab, dass die Abstiegsrunde für Zuschauer und Medien schnell an Attraktivität verlor. Viele Mannschaften sicherten sich sehr früh den Klassenerhalt und spielten dann ziellos vor leeren Rängen. Ferner wurden auch mehrere Spieler abgegeben, da man so unnötige Kosten sparen wollte. Um die Attraktivität der Liga zu steigern, beschloss man, zusätzlich zu der vorhandenen Konstellation noch eine Dritte Etappe in Form einer Play-off-Runde einzuführen. Die Mannschaften auf den Plätzen vier bis sechs der Aufstiegsrunde und alle Gruppenersten der Abstiegsgruppen sollten im K.-o.-System die restlichen Aufsteiger ausspielen. Zum Sommer 1994 sollte in der 1. Lig die Mannschaftszahl von 16 auf 18 erhöht werden. Um dies zu gewährleisten, sollten an Stelle der drei Absteiger fünf Aufsteiger existieren. Die zwei zusätzlichen Aufsteiger wurden in der Saison 1993/94 über die Play-offs ausgespielt. Die Play-offs wurden zum Ende der Gruppenphase in einer für alle Mannschaften neutralen Stadt ausgetragen.
In der Spielzeit 1994/95 wurde der bestehende Spielmodus nur geringfügig modifiziert. Die Aufsteigerzahl wurde von fünf auf drei reduziert. Zwei Aufsteiger bildeten die beiden Erstplatzierten der Aufstiegsrunde, der letzte Aufsteiger wurde über die Play-off-Runde ermittelt. Dieser Spielmodus wurde bis zum Sommer 2001 beibehalten.

### Einspurige Liga (2001–2005)
Mit der Spielzeit 2001/02 wurde die TFF 1. Lig in eine eingleisige Liga mit 20 Mannschaften überführt, wobei alle Mannschaften in Heim- und Auswärtsspielen zweimal gegeneinander antreten. Die Mannschaften auf den ersten drei Tabellenplätzen stiegen direkt in die höchste türkische Spielklasse, in die Süper Lig, auf. Die Mannschaften die zum Saisonende die Tabellenplätze 16. bis 20. belegten stiegen in die dritthöchste Spielklasse, in die TFF 2. Lig, ab. Dieser Spielmodus wurde in den Spielzeiten 2002/03, 2003/04 und 2004/05 im Wesentlichen beibehalten. Lediglich die Gesamtmannschaftszahl wurde nach der Spielzeit 2001/02 von 20 Teams auf 18 reduziert und die Absteiger daraus resultierend auf die Mannschaften der Tabellenplätze 16. bis 18. beschränkt.

### Einspurige Liga mit zusätzlichem Play-off (seit 2005)
Um die Attraktivität und Spannung der Liga zu steigern änderte der türkische Fußballverband in der Spielzeit 2005/06 geringfügig den Spielmodus. Statt wie bisher die drei Tabellenersten direkt in die Süper Lig aufsteigen zu lassen, wurden die direkten Aufstiegsplätze auf den 1. und 2. Tabellenplatz begrenzt. Der letzte Aufsteiger wurde über die Play-offs, welches in einem K.-o.-System im Anschluss an die reguläre Saison ausgetragen wurden, indirekt bestimmt. Für die Play-offs qualifizierten sich jene Teams, die die reguläre Saison auf den Tabellenplätzen 3 bis 6 beendet hatten. In der ersten Spielzeit, in dem das Play-off-System eingeführt wurde, der Saison 2005/06, wurden alle Play-off-Begegnungen an einem für alle beteiligten Teams neutralen Ort ausgetragen. Alle Play-off-Stufen wurden dabei in einer einzigen Begegnung gespielt. Dieser Modus wurde bis zur Saison 2009/10 beibehalten. Mit der Spielzeit 2009/10 wurde die bisherige Play-off-Runde in eine Aufstiegsrunde überführt. In dieser Aufstiegsrunde ermittelten jene Mannschaften, die die reguläre Saison auf den Tabellenplätzen 3 bis 6 beendet hatten, den dritten und letzten Aufsteiger indirekt in einem eingleisigen Ligasystem. Die Aufstiegsrunde wurde in einem für alle beteiligten Teams neutralen Ort ausgetragen, wobei alle Teams einmal gegeneinander antreten mussten. Der Tabellenerste der Aufstiegsrunde stieg dann in die Süper Lig auf. Dieser Spielmodus wurde bereits zur nächsten Spielzeit, der Saison 2010/11, auf das Vorherige überführt. Der letzte Aufsteiger wurde wieder in einer Play-off-Runde bestimmt. Im Gegensatz zum vorherigen Play-off-System wurde jede Play-off-Stufe in einem Hin- und Rückspiel unter Verwendung der Auswärtstorregel gespielt. Das Play-off-Finale wurde an in einem für alle beteiligten Teams neutralen Ort gespielt und bestand aus einer einzigen Begegnung.

## Geschichte
Die Liga wurde 2001 als Turkish Second League Category A mit 20 Mannschaften gegründet. Sie wurde als zweite Liga neu positioniert und aus der alten zweiten Liga (Türkiye Futbol Federasyonu 2. Lig) herausgelöst. Seit 2002 treten nur noch 18 Mannschaften gegeneinander an. 2006/07 hieß die Liga Türk Telekom Lig A.
Ab der Rückrunde der Saison 2007/08 hieß die 2. türkische Liga nach dem Hauptsponsor der Liga fortan Bank Asya 1. Lig. Bank Asya ist ein türkisches Kreditinstitut. Nach dem 28. Spieltag der Saison 2011/12 wurde seitens des türkischen Fußballverbundes bekanntgegeben, dass sich der Sponsor Bank Asya aus dem Sponsorvertrag zurückgezogen hat. Infolgedessen wurde die Liga bis auf weiteres in TFF 1. Lig umbenannt. Etwa zwei Wochen nach dieser Entscheidung überredete der Inhaber der TV-Rechte der Liga, das staatliche TRT, Bank Asya für die verbliebenen vier Spieltage und für die nachfolgenden fünf Relegationsspiele weiterhin als Namenssponsor zu fungieren. Somit erhielt die Liga bis zum Ende der Spielzeit 2011/12 erneut die Bezeichnung Bank Asya 1. Lig.
Die Verträge für die Namensrechte liefen zum Ende der Saison 2011/12 aus und wurden mit Bank Asya nicht verlängert. Stattdessen wurde bekanntgegeben, dass sich die türkische Post (PTT) die Namensrechte für die zwei anstehenden Spielzeiten 2012/13 und 2013/14 gesichert hatte. Somit hieß die Liga die nächsten zwei Spielzeiten PTT 1. Lig.

## Saisonbilanzen

### Auf- und Absteiger der TFF 1. Lig
| Saison    | Aufsteiger in die Süper Lig                                                                          | Absteiger in die Regional Amateurligen bzw. 3. Liga |
| --------- | --- | --- |
| 1963/64   | Ankara Şekerspor                                                                                     | Izmir Demirspor |
| 1964/65   | Vefaspor                                                                                             | keine Absteiger |
| 1965/66   | Eskişehirspor Altınordu Izmir                                                                        | Ülküspor (Rote Gruppe) Yeşildirek SK (Weiße Gruppe) |
| 1966/67   | Mersin İdman Yurdu (Rote Gruppe) Bursaspor (Weiße Gruppe)                                            | Beyoğluspor (Rote Gruppe) Davutpaşa SK (Weiße Gruppe) |
| 1967/68   | İstanbulspor (Rote Gruppe) İzmirspor (Weiße Gruppe)                                                  | Petrol Ofisi SK, Altındağspor, Uşakspor (Rote Gruppe) Kasımpaşa Istanbul, Malatyaspor, Taksim SK (Weiße Gruppe) |
| 1968/69   | MKE Ankaragücü (Rote Gruppe) Samsunspor (Weiße Gruppe)                                               | Sarıyer SK, Edirnespor, Karagümrükspor (Rote Gruppe) Konyaspor, Beylerbeyi SK, Kastamonuspor (Weiße Gruppe) |
| 1969/70   | Karşıyaka SK (Rote Gruppe) Boluspor (Weiße Gruppe)                                                   | Düzcespor (Rote Gruppe) Ülküspor (Weiße Gruppe) |
| 1970/71   | Adanaspor (Rote Gruppe) Giresunspor (Weiße Gruppe)                                                   | Beykozspor, Nazillispor (Rote Gruppe) Hacettepe SK, Galata SK (Weiße Gruppe) |
| 1971/72   | PTT SK (Rote Gruppe) Ankara Şekerspor (Weiße Gruppe)                                                 | İzmirspor, Ankara Güneşspor (Rote Gruppe) Toprak Ofisi SK, Tarsus İdman Yurdu (Weiße Gruppe) |
| 1972/73   | Kayserispor (Rote Gruppe) Adana Demirspor (Weiße Gruppe)                                             | DÇ Karabükspor, Afyonspor (Rote Gruppe) Feriköy SK, Karşıyaka SK (Weiße Gruppe) |
| 1973/74   | Trabzonspor (Rote Gruppe) Zonguldakspor (Weiße Gruppe)                                               | Bandırmaspor, PTT SK (Rote Gruppe) Erzurumspor, Lüleburgazspor (Weiße Gruppe) |
| 1974/75   | Orduspor (Rote Gruppe) Balıkesirspor (Weiße Gruppe)                                                  | İstanbulspor (Rote Gruppe) Uşakspor (Weiße Gruppe) |
| 1975/76   | Mersin İdman Yurdu (Rote Gruppe) Samsunspor (Weiße Gruppe)                                           | Hatayspor (Rote Gruppe) Kütahyaspor (Weiße Gruppe) |
| 1976/77   | Diyarbakırspor (Rote Gruppe) MKE Ankaragücü (Weiße Gruppe)                                           | Eskişehir Demirspor, Malatyaspor (Rote Gruppe) Çorumspor (Weiße Gruppe) |
| 1977/78   | MKE Kırıkkalespor (Rote Gruppe) Göztepe Izmir (Weiße Gruppe)                                         | Giresunspor, Manisaspor (Rote Gruppe) Iskenderunspor, Altınordu Izmir (Weiße Gruppe) |
| 1978/79   | Gaziantepspor, (Rote Gruppe) Rizespor (Weiße Gruppe) Kayserispor (Play-off)                          | Gençlerbirliği Ankara, Konyaspor (Rote Gruppe) Beykozspor (Weiße Gruppe) |
| 1979/80   | Mersin İdman Yurdu (Rote Gruppe) Kocaelispor (Weiße Gruppe) Boluspor (Play-off)                      | keine Absteiger |
| 1980/81   | Göztepe Izmir (Gruppe A) Sakaryaspor (Gruppe B) MKE Ankaragücü Diyarbakırspor (Gruppe C)             | keine Absteiger |
| 1981/82   | Sarıyer SK (Gruppe A) Antalyaspor (Gruppe B) Mersin İdman Yurdu (Gruppe C) Samsunspor (Gruppe D)     | Kırklarelispor (Gruppe A) Ödemişspor (Gruppe B) Elazığspor (Gruppe C) Çorumspor (Gruppe D) |
| 1982/83   | Karagümrük SK (Gruppe A) Denizlispor (Gruppe B) Gençlerbirliği Ankara (Gruppe C) Orduspor (Gruppe D) | Beylerbeyi SK, Davutpaşa SK, Yedikule Gençlik SK, Feriköy SK, Eyüpspor (Gruppe A) Uşakspor, Yeşilova SK, Çanakkalespor, Manisaspor, Tirespor (Gruppe B) DÇ Karabükspor, Konya Ereğlispor, Ankara Demirspor, Amasyaspor, Eskişehir Demirspor (Gruppe C) Hatayspor, Tarsus İdman Yurdu Erkutspor, Sivasspor, Tokatspor, Erzincanspor (Gruppe D) |
| 1983/84   | Eskişehirspor (Gruppe A) Altay Izmir (Gruppe B) Malatyaspor (Gruppe C)                               | Beykozspor, İstanbulspor (Gruppe A) Ispartaspor, Aydınspor (Gruppe B) Kırşehirspor, Ceyhanspor (Gruppe C) |
| 1984/85   | Rizespor (Gruppe A) Kayserispor (Gruppe B) Samsunspor (Gruppe C)                                     | Elazığspor, Şanlıurfaspor (Gruppe A) Kütahyaspor, Sitespor (Gruppe B) Süleymaniye Sirkeci SK, Alibeyköyspor (Gruppe C) |
| 1985/86   | Diyarbakırspor (Gruppe A) Boluspor (Gruppe B) Antalyaspor (Gruppe C)                                 | Hopaspor, Sivasspor, Mardinspor, Giresunspor (Gruppe A) Balıkesirspor, Manisa Vestel SK, Burdurspor, Etibank SAS (Gruppe B) Galata SK, Tekirdağspor, Lüleburgazspor, Gölcükgücü (Gruppe C) |
| 1986/87   | Adana Demirspor (Gruppe A) Karşıyaka SK (Gruppe B) Sakaryaspor (Gruppe C)                            | Reyhanlıspor, Osmaniyespor, Elazığspor (Gruppe A) Sökespor, Kırşehirspor, Düzce Kervan Doğsanspor, Bandırmaspor (Gruppe B) Anadolu SK, Vefa Simtel SK, Çanakkalespor, Silivrispor (Gruppe C) |
| 1987/88   | Adanaspor (Gruppe A) Kahramanmaraşspor (Gruppe B) Konyaspor (Gruppe C)                               | MKE Kırıkkalespor, Niğdespor, Bayburtspor (Gruppe A) Tarsus İdman Yurdu, Uşakspor, Ünyespor (Gruppe B) Izmirspor, Karagümrük SK, Kırklarelispor (Gruppe C) |
| 1988/89   | Gençlerbirliği Ankara (Gruppe A) kein Aufsteiger (Gruppe B) Zeytinburnuspor (Gruppe C)               | Mardinspor, Bitlisspor, Kayserispor (Gruppe A) Zonguldakspor, Sönmez Filamentspor, Yeni Afyonspor, Trabzonspor (B) (Gruppe B) Çorluspor, Düzcespor, Uzunköprüspor (Gruppe C) |
| 1989/90   | Bakırköyspor (Gruppe A) Aydınspor (Gruppe B) Gaziantepspor (Gruppe C)                                | Giresunspor, Sümerbank Beykozspor, Akçaabat Sebatspor (Gruppe A) Kütahyaspor, Kuşadasıspor, Yeni Afyonspor (Gruppe B) Nevşehirspor, Niğdespor, Polatlıspor (Gruppe C) |
| 1990/91   | Samsunspor (Gruppe A) Altay Izmir (Gruppe B) Adana Demirspor (Gruppe C)                              | Bartınspor, Çarşambaspor, Bulancakspor (Gruppe A) TB Edirnespor, Menemenspor, Ispartaspor (Gruppe B) İskenderunspor, Şanlıurfaspor, Erzincanspor (Gruppe C) |
| 1991/92   | Kocaelispor (Gruppe A) Karşıyaka SK (Gruppe B) Kayserispor (Gruppe C)                                | Eskişehirspor, Fatih Karagümrük SK, Kasımpaşa Istanbul (Gruppe A) Bozüyükspor, Altınordu Izmir, Gönenspor (Gruppe B) Hatayspor, Elazığspor, Ankara Şekerspor (Gruppe C) |
| 1992/93   | Samsunspor, Zeytinburnuspor, DÇ Karabükspor (Aufstiegsrunde)                                         | İnegölspor, Bandırmaspor, Küçükçekmecespor, Manisaspor, Yeni Nazillispor, Izmirspor, Keçiörengücü, Mudurnuspor, Çaykur Rizespor, Akçaabat Sebatspor, Bafraspor, Kahramanmaraşspor, Batman Belediyespor |
| 1993/94   | Petrol Ofisi SK, Denizlispor, Vanspor (Aufstiegsrunde) Antalyaspor, Adana Demirspor (Play-offs)      | Yalovaspor, Eyüpspor, Sökespor, Ayvalıkgücü, Yeni Yozgatspor, Kütahyaspor, PTT SK, Ünyespor, Muşspor, İskenderunspor |
| 1994/95   | Karşıyaka SK, İstanbulspor (Aufstiegsrunde) Eskişehirspor (Play-offs)                                | İstanbul BB, Üsküdar Anadolu SK, Muğlaspor, Manisaspor, Ispartaspor, Tarsus İdman Yurdu, Giresunspor, Erdemir Ereğlispor, Yeni Sincanspor, Batman Belediyespor |
| 1995/96   | Çanakkale Dardanelspor, Sarıyer SK (Aufstiegsrunde) Zeytinburnuspor (Play-offs)                      | Çorluspor, Lüleburgazspor, Fethiyespor, Bergamaspor, Beypazarı Belediyespor, Mersinspor, Boluspor, Orduspor, Petrol Ofisi SK, Kahramanmaraşspor |
| 1996/97   | KDÇ Karabükspor, Kayserispor (Aufstiegsrunde) Ankara Şekerspor (Play-offs)                           | Nişantaşı SK, Anadoluhisarı İdman Yurdu, Muğlaspor, Balıkesirspor, İnegölspor, Alanyaspor, Ünyespor, Erzincanspor, İskenderunspor, Bingölspor |
| 1997/98   | Erzurumspor, Adanaspor (Aufstiegsrunde) Sakaryaspor (Play-offs)                                      | Kemerspor, Gaziosmanpaşaspor, Yeni Turgutluspor, Afyonspor, Düzcespor, Beylerbeyi SK, Keçiörengücü, Çorumspor, PTT SK, Siirt Köy Hizmetleri YSE |
| 1998/99   | Vanspor, Denizlispor (Aufstiegsrunde) Göztepe Izmir (Play-offs)                                      | Adana Demirspor, Kilimlispor, Petrol Ofisi SK, Soma Linyitspor, Zonguldakspor, Edirnespor, Erzincanspor, Gümüşhane Doğanspor, Ankara Demirspor, Fırat Üniversitesi SK |
| 1999/2000 | Yimpaş Yozgatspor, Siirt Jetpaspor (Aufstiegsrunde) Çaykur Rizespor (Play-offs)                      | Zeytinburnuspor, Kuşadasıspor, Marmarisspor, Kasımpaşa Istanbul, Giresunspor, Orduspor, Adıyamanspor, Malatya Belediyespor |
| 2000/01   | Göztepe Izmir, Diyarbakırspor (Aufstiegsrunde) Malatyaspor (Play-offs)                               | Gaziantep BB, Kartalspor, KDÇ Karabükspor, Sarıyer SK, Mersin İdman Yurdu, Karşıyaka SK, Ispartaspor, Yeni Nazillispor, Eskişehirspor, Bucaspor, Yeni Turgutluspor, Konya Mobellaspor, Gaziosmanpaşaspor, Güngören Belediyespor, Öz Sahrayıceditspor, Kırklarelispor, Türk Telekomspor, Amasyaspor, Artvin Hopaspor, Darıca Gençlerbirliği, Boluspor, Cizrespor, Şanlıurfaspor, MKE Kırıkkalespor, Vanspor, Ağrıspor (in die 2. Futbol Ligi B) Bakırköyspor, Yeni Salihlispor, Çorluspor, Düzcespor, Ankara ASAŞ (in die TFF 3. Lig) |
| 2001/02   | Altay Izmir, Elazığspor, Adanaspor                                                                   | Hatayspor, Siirt Jetpaspor, Kayseri Erciyesspor, Batman Petrolspor, Aydınspor |
| 2002/03   | Konyaspor, Çaykur Rizespor, Akçaabat Sebatspor                                                       | Erzurumspor, Gümüşhane Doğanspor, Ankara Şekerspor |
| 2003/04   | Sakaryaspor, Kayseri Erciyesspor, BB Ankaraspor                                                      | Adana Demirspor, Göztepe Izmir, İzmirspor |
| 2004/05   | Sivasspor, Manisaspor, Kayseri Erciyesspor                                                           | Sarıyer SK, Adanaspor, Fatih Karagümrük SK |
| 2005/06   | Bursaspor, Antalyaspor Sakaryaspor (Play-offs)                                                       | Mersin İdman Yurdu, Yozgatspor, Çanakkale Dardanelspor |
| 2006/07   | Gençlerbirliği OFTAŞ, Istanbul BB Kasımpaşa Istanbul (Play-offs)                                     | Türk Telekomspor, Akçaabat Sebatspor, Uşakspor |
| 2007/08   | Kocaelispor, Antalyaspor Eskişehirspor (Play-offs)                                                   | Elazığspor, İstanbulspor, Mardinspor |
| 2008/09   | Manisaspor, Diyarbakırspor Kasımpaşa Istanbul (Play-offs)                                            | Sakaryaspor, Güngören Belediyespor, Malatyaspor |
| 2009/10   | Kardemir Karabükspor, Bucaspor Konyaspor (Play-offs)                                                 | Hacettepe SK, Dardanelspor, Kocaelispor |
| 2010/11   | Mersin İdman Yurdu, Samsunspor Orduspor (Play-offs)                                                  | Altay Izmir, Diyarbakırspor |
| 2011/12   | Akhisar Belediyespor, Elazığspor Kasımpaşa Istanbul (Play-offs)                                      | Giresunspor, Sakaryaspor, Istanbul Güngörenspor |
| 2012/13   | Kayseri Erciyesspor, Çaykur Rizespor Konyaspor (Play-offs)                                           | Göztepe Izmir, Kartalspor, MKE Ankaragücü |
| 2013/14   | Istanbul BB, Balıkesirspor Mersin İdman Yurdu (Play-offs)                                            | Fethiyespor, 1461 Trabzon, Tavşanlı Linyitspor, Kahramanmaraşspor |
| 2014/15   | Kayserispor, Osmanlıspor FK Antalyaspor (Play-offs)                                                  | Manisaspor, Bucaspor, Orduspor |
| 2015/16   | Adanaspor, Kardemir Karabükspor Multigroup Alanyaspor (Play-offs)                                    | 1461 Trabzon, Kayseri Erciyesspor, Karşıyaka SK |
| 2016/17   | Sivasspor, Yeni Malatyaspor Göztepe Izmir (Play-offs)                                                | Şanlıurfaspor, Bandırmaspor, Mersin İdman Yurdu |
| 2017/18   | Çaykur Rizespor, MKE Ankaragücü BB Erzurumspor (Play-offs)                                           | Samsunspor, Manisaspor, Gaziantepspor |
| 2018/19   | Denizlispor, Gençlerbirliği Ankara Gazişehir Gaziantep FK (Play-offs)                                | Afjet Afyonspor, Elazığspor, Kardemir Karabükspor |
| 2019/20   | Hatayspor, BB Erzurumspor Fatih Karagümrük SK (Play-offs)                                            | keine |
| 2020/21   | Adana Demirspor, Giresunspor Altay Izmir (Play-offs)                                                 | Akhisarspor, Ankaraspor, Eskişehirspor |
| 2021/22   | MKE Ankaragücü, Ümraniyespor İstanbulspor (Play-offs)                                                | Kocaelispor, Bursaspor, Menemenspor, Balıkesirspor |
| 2022/23   | Samsunspor, Çaykur Rizespor Pendikspor (Play-offs)                                                   | Altınordu Izmir, Denizlispor |
| 2023/24   | Eyüpspor, Göztepe, Bodrum FK (Play-offs)                                                             | Tuzlaspor, Altay, Giresunspor |
| 2024/25   | Kocaelispor, Gençlerbirliği Ankara, Fatih Karagümrük SK (Play-offs)                                  | MKE Ankaragücü, Şanlıurfaspor, Adanaspor, Yeni Malatyaspor |

## Die türkischen Zweitligameister
Der Erstplatzierte der TFF 1. Lig wird türkischer Zweitligameister genannt. Phasenweise wurde die TFF 1. Lig mehrstufig ausgeführt, sodass in diesen Spielzeiten mehrere Mannschaften sich den Titel Zweitligameister teilten.
In einigen dieser mehrspurig durchgeführten Spielzeiten wurde zwar im Anschluss an die reguläre Spielzeit unter den Erstplatzierten eine Meisterschaftsbegegnung bzw. Meisterschaftsrunde gespielt, jedoch hatte diese eher den Charakter einer Qualifikationsrunde für ein Turnier. Beispielsweise wurde in den 1970er Jahren diese Meisterschaftsbegegnung zwecks Qualifikation für den Pokal des Jugend- und Sportministeriums gespielt. In den 1980er und 1990er Jahren wurde sie Zwecks Qualifikation für den Balkanpokal ausgespielt. Der türkische Fußballverband führt sämtliche Erstplatzierte als Zweitligameister.
| Rang | Verein                | Zweitligameisterschaften |
| ---- | --------------------- | ------------------------ |
| 1.   | Samsunspor            | 7                        |
| 2.   | Mersin İdman Yurdu    | 5                        |
| 3.   | Adana Demirspor       | 4                        |
| 3.   | Karşıyaka SK          | 4                        |
| 3.   | Kayserispor           | 4                        |
| 3.   | Kocaelispor           | 4                        |
| 7.   | Adanaspor             | 3                        |
| 7.   | Altay Izmir           | 3                        |
| 7.   | MKE Ankaragücü        | 3                        |
| 7.   | Çaykur Rizespor       | 3                        |
| 7.   | Diyarbakırspor        | 3                        |
| 7.   | Göztepe Izmir         | 3                        |
| 7.   | Sakaryaspor           | 3                        |
| 14.  | Ankara Şekerspor      | 2                        |
| 14.  | Antalyaspor           | 2                        |
| 14.  | Boluspor              | 2                        |
| 14.  | Bursaspor             | 2                        |
| 14.  | Denizlispor           | 2                        |
| 14.  | Eskişehirspor         | 2                        |
| 14.  | Gaziantepspor         | 2                        |
| 14.  | Gençlerbirliği Ankara | 2                        |
| 14.  | Kardemir Karabükspor  | 2                        |
| 14.  | Konyaspor             | 2                        |
| 14.  | Orduspor              | 2                        |
| 14.  | Sivasspor             | 2                        |
| 26.  | Akhisar Belediyespor  | 1                        |
| 26.  | Altınordu Izmir       | 1                        |
| 26.  | Aydınspor             | 1                        |
| 26.  | Bakırköyspor          | 1                        |
| 26.  | Balıkesirspor         | 1                        |
| 26.  | Bursaspor II          | 1                        |
| 26.  | Çanakkale Dardanel SK | 1                        |
| 26.  | Eyüpspor              | 1                        |
| 26.  | Giresunspor           | 1                        |
| 26.  | Erzurumspor           | 1                        |
| 26.  | Gençlerbirliği OFTAŞ  | 1                        |
| 26.  | Hatayspor             | 1                        |
| 26.  | Istanbul BB           | 1                        |
| 26.  | İstanbulspor          | 1                        |
| 26.  | İzmirspor             | 1                        |
| 26.  | Kahramanmaraşspor     | 1                        |
| 26.  | Karagümrük SK         | 1                        |
| 26.  | Kayseri Erciyesspor   | 1                        |
| 26.  | MKE Kırıkkalespor     | 1                        |
| 26.  | Malatyaspor           | 1                        |
| 26.  | Manisaspor            | 1                        |
| 26.  | Petrol Ofisi SK       | 1                        |
| 26.  | PTT SK                | 1                        |
| 26.  | Sarıyer SK            | 1                        |
| 26.  | Trabzonspor           | 1                        |
| 26.  | Vefa Istanbul         | 1                        |
| 26.  | Vanspor               | 1                        |
| 26.  | Yimpaş Yozgatspor     | 1                        |
| 26.  | Zeytinburnuspor       | 1                        |
| 26.  | Zonguldakspor         | 1                        |

Stand: Nach der Saison 2024/25